# Кротов, Вадим Сергеевич
Вади́м Серге́евич Кро́тов (род. 6 февраля 1967, село Васисс, Тарский район, Омская область, РСФСР, СССР) — российский серийный убийца, растлитель детей и производитель детской порнографии.

## Биография
Родился в Омской области. Отец был врачом, на момент суда родители и сестра маньяка проживали на Украине. Кротов служил в Приморье, где и остался. Вскоре женился. Работал докером, везде характеризовался положительно. С женой был в нормальных отношениях, однако развёлся с ней в 1993 году.
Кротов с 1994 года приглашал к себе в дом несовершеннолетних девочек, давал им спиртное. Пьяных девочек он заставлял позировать в непристойных позах. Как правило, к нему приходили девочки, убегавшие от родителей. Также приходили воспитанницы детского дома. После совместного употребления алкоголя он заставлял девочек вступать с ним в половую связь. Первое убийство Кротов совершил в ночь с 14 на 15 августа 1997 года. 15-летняя девочка, которая находилась в доме Кротова, громко кричала и мешала ему спать. Пьяная девочка то ли звала на помощь, то ли кричала от обиды. Пьяный Кротов молча зашёл на кухню и придушил её. Затем он придушил вторую девочку, которая находилась у него дома и спала в соседней комнате. Кротов боялся, что девочка станет ненужным свидетелем. Тела он расчленил в ванне. Головы девушек он положил в один мешок. Ноги и руки он разложил по другим мешкам. Всё это он раскидал в лесу. Через 2 месяца по аналогичной схеме он опять убил 2 девочек.
Когда слухи о жестоких убийствах девочек поползли по городу, многие побывавшие в доме у Кротова сказали о том, что предполагают, кто убийца. Указали на Кротова, и вскоре он был арестован. На следствии он показал, где захоронил куски тел. 6 октября 1999 года Приморским краевым судом Кротов был приговорён к пожизненному лишению свободы, а в 2001 году направлен в колонию для пожизненно осуждённых «Чёрный дельфин».
В тюрьме Кротов дал интервью. В нём он признался, что давал спиртное детям, но отказался признавать вину в производстве порнографии, изнасилованиях и убийствах.
В ноябре 2011 года в СМИ появилось сообщение о смерти Кротова. Однако эта информация не подтвердилась. Неоднократно пытался обжаловать приговор.
В июне 2025 года ряд СМИ опубликовали информацию о том, что 58-летний Вадим Кротов сумел обжаловать приговор, покинул стены «Чёрного дельфина» и был этапирован в один из СИЗО Владивостока. Кротов в своей жалобе якобы утверждал, что во время расследования находился под давлением следствия и оговорил себя, на основании чего требовал нового судебного разбирательства и отмены обвинительного приговора. Однако через несколько дней после публикации этой информации пресс-служба УФСИН по Оренбургской области опровергла эти сведения, заявив, что информация о переводе Кротова в СИЗО Владивостока не соответствует действительности. В УФСИН уточнили, что Вадим Кротов в последний раз пытался обжаловать приговор в марте 2022 года, однако суд оставил его жалобу без удовлетворения. Представители прокуратуры города Находка в свою очередь заявили, что доказательства виновности Кротова в совершении 4 убийств были полными и объективными, а квартира, где были совершены убийства, была впоследствии продана сестрой Кротова Ларисой, и спустя 28 лет после ареста Кротова в ходе её осмотра невозможно найти улики, свидетельствующие о его непричастности к убийствам.

## В массовой культуре
- Документальный фильм «Приговорённые в „Чёрный дельфин“» из цикла «Приговорённые пожизненно» (2008)